# اتوپیا (کتاب)
آرمانشهر یا یوتوپیا (با نام کامل: Libellus vere aureus, nec minus salutaris quam festivus, de optimo rei publicae statu deque nova insula Utopia) یک اثر داستانی و فلسفه سیاسی از تامس مور (۱۴۷۸–۱۵۳۵) منتشر شده در سال ۱۵۱۶ و اثری به زبان لاتین است.

## واژه‌شناسی
یوتوپیا به زبان انگلیسی، به معنای آرمانشهر (مدینه فاضله) است و به‌شکل Eutopia نوشته می‌شود که در لاتین به‌معنای «جای خوب» است.
یوتوپیا واژه‌ای است یونانی که مفهوم آن نیز با اثر تامس مور به عرصه آمد. این واژه از ریشه ou-topos است و بهترین و ترجمه آن در زبان فارسی از اصلاح شهاب الدین سهروردی به معنای ناکجاآباد است. در این واژه کنایه طنز آمیز از واژه eu-topos به‌معنای خوبستان است. این کلمه در قرن‌های بعدی عنوان آثار بسیاری در اروپا و دربارهٔ جامعه آرمانی شد.

## خوانش بیشتر
- Sullivan, E. D. S. (editor) (1983) The Utopian Vision: Seven Essays on the Quincentennial of Sir Thomas More San Diego State University Press, San Diego, California, ISBN 0-916304-51-5